# Trélévern
Trélévern település Franciaországban, Côtes-d’Armor megyében. Lakosainak száma 1240 fő (2022. január 1.). Trélévern Camlez, Kermaria-Sulard, Louannec és Trévou-Tréguignec községekkel határos.

## Népesség
A település népessége az elmúlt években az alábbi módon változott:
| Lakosok száma | 889  | 1239 | 1254 | 1395 | 1360 | 1291 | 1249 | 1243 | 1242 | 1240 |
|               | 1968 | 1982 | 1990 | 2006 | 2013 | 2015 | 2017 | 2019 | 2020 | 2022 |